# Centre d'études et de recherches administratives, politiques et sociales
 (août 2021).
Si vous disposez d'ouvrages ou d'articles de référence ou si vous connaissez des sites web de qualité traitant du thème abordé ici, merci de compléter l'article en donnant les références utiles à sa vérifiabilité et en les liant à la section « Notes et références ».
Le Centre d'études et de recherches administratives politiques et sociales ou CERAPS est un laboratoire CNRS de science politique, droit et sociologie associé (Unité Mixte de Recherche) à l'Université de Lille.
- Ce site est desservi par la station de métro Porte de Douai - Jardin des Plantes.

## Rattachement et objets d'étude
Il participe aux programmes de recherches de la MSH : Maison Européenne des Sciences de l'Homme et de la Société (MESHS).
Il regroupe des chercheurs relevant de trois disciplines principales : la science politique, le droit public et la sociologie. Il compte 8 ingénieurs, techniciens et agents administratifs (dont 3 CNRS et 2 financés sur des projets contractuels), 43 enseignants-chercheurs principalement en poste à la Faculté des sciences juridiques, politiques et sociales, à l’Institut d'études politiques de Lille et à l’UFR STAPS, 9 chercheurs CNRS, 3 post-doctorants et une soixantaine de doctorants, aux deux tiers financés. Il constitue le plus important laboratoire CNRS de science politique et de droit public au nord de Paris. Le Professeur Jean-Gabriel Contamin en a assuré la direction de 2010 à 2018. De 2018 à 2020, il a été dirigé par Etienne Penissat. Il est dirigé depuis 2020 par Anne-Cécile Douillet.
L’activité scientifique du CERAPS porte sur les mutations qui affectent l’ordre politique contemporain, et ce à différents niveaux :
- la construction d’espaces politiques supra-nationaux ;
- les rapports des citoyens à la politique (participation, engagement, vote…) ;
- les modes de gouvernement et de légitimation des États démocratiques ;
- les institutions publiques et les organisations politiques (partis, syndicats, ONG, associations, etc.) ;
- les processus d’élaboration et d’imposition des normes juridiques.

## Équipes & thèmes de recherche
L'activité du laboratoire est irriguée par trois dimensions transversales :
- le souci de l'interdisciplinarité, entre droit, science politique et sociologie ;
- l'attention aux méthodes ;
- la place accordée aux nouvelles technologies et à leurs usage.

Le projet scientifique du Centre est organisé autour de trois axes thématiques dotés d'un programme fort fondé sur des questions de recherche fondamentales qui s’articulent étroitement au champ scientifique international :
- Santé, corps, environnement ;
- La territorialisation de l’action politique ;
- Ordres juridiques, ordres sociaux.

## Formations dispensées et activités
Le CERAPS est un laboratoire d’accueil et de formation : licence science politique, Masters droit et science politique-action publique, organisation d’une école d’été en méthodes quantitatives appliquées aux sciences sociales, séminaires doctoraux et de recherches. Il est notamment la structure de soutien du Master de recherche Science Politique de l'Université de Lille, commun à la Faculté des Sciences Juridiques, Politiques et Sociales et à l'IEP de Lille.
C’est également un laboratoire qui organise régulièrement des manifestations scientifiques, telles que journées d’études (en moyenne 5 par an) et colloques (en moyenne 3 par an) et qui est très présent sur la scène internationale grâce notamment à ses nombreux partenariats institutionnels et aux coopérations universitaires qu’il entretient avec des chercheurs étrangers. Il est notamment à l'initiative, depuis 1987, d'une école d'été en Méthodes Quantitatives des Sciences Sociales à laquelle ont participé, en tant qu'enseignants ou que stagiaires, nombre de ceux qui font la science politique en France et en Europe aujourd'hui.
À titre d’information, les derniers colloques organisés ont porté sur « E-révolutions et révolutions. Résistances et résiliences », « Collectivités, Territoires et Santé, Regards croisés sur les frontières de la santé », « S'engager dans les espaces publics : participation politique et engagements multiples » ou sur « Le peuplement, catégorie insaisissable des politiques urbaines ? ». À ce jour, le CERAPS abrite un projet européen PCRD7 sur la participation de la société civile dans les processus de recherche (dir. J.-G.Contamin et M.Legris-Revel), une bourse Marie Curie sur « la prévention de l'inobservance en matière de santé » (dir. C.Huyard), cinq projets financés par l’Agence nationale de la recherche (sur la sociologie du militantisme (dir. J.Pagis) ou la surveillance audio et vidéo (dir. J.-J. Lavenue)) ainsi qu'une quinzaine d'autres projets de 20 000 euros ou plus, financés par divers organismes, régionaux, nationaux et européens. En 2013, l’une de ses anciennes chercheuses, Virginie Guiraudon a obtenu le prix de l'ECPR et de la Fondation Mattei Dogan.

## Ouvrages récents des membres du laboratoire
Parutions en 2008
- Blondiaux L., Le nouvel esprit de la démocratie. Actualité de la démocratie participative, Paris, Le Seuil, « La république des idées », 2008.
- (en) Breuillard M., Booth P., Fraser C., Paris D. (dir.), Spatial Planning Systems of Britain and France, A comparative analysis, Abingdon, Routledge, Taylors & Francis Group, 2008.
- Bruno I., A vos marques, prêts… cherchez ! La stratégie européenne de Lisbonne, vers un marché de la recherche, Bellecombe, Éditions du Croquant, « Savoir/agir », 2008.
- Fleuriel S., Schotté M., Sportifs en danger. La condition des travailleurs sportifs, Bellecombe, Éditions du Croquant, « Savoir/Agir », 2008.
- Guerard S. (dir.), La GRH publique en questions : une perspective internationale, Paris, L’Harmattan, 2008.
- Guiraudon V. et Borraz O. (dir.), Les politiques publiques. 1/ La France dans la gouvernance européenne, Paris, Presses de Science Po, 2008.
- Lindemann, T., Penser la guerre. L’apport constructiviste, Paris, L’Harmattan, 2008.
- Michel H., Willemez L. (dir.), Les prud’hommes. Actualité d’une justice bicentenaire, Bellecombes-en-Bauges, Éditions du Croquant, 2008.
- Nay O. (dir.), Lexique de science politique, Paris, Dalloz, 2008 (et 2011, 2e ed. revue et augmentée).
- Villalba B., Hiez D. (dir.), La désobéissance civile. Approches politique et juridique, Villeneuve d’Ascq, Presses universitaires de Septentrion, coll. sciences politiques, 2008.

Parutions en 2009
- Dubois. V., Meon. J.-M. et Pierru E., Le monde des harmonies, Paris, La Dispute, 2009.
- Caille P.-O., Le contentieux administratif, Paris, La documentation Française, 2009.
- Chupin I., Hube N., Kaciaf N., Histoire politique et économique des médias en France, Paris, La Découverte, 2009 (rééd. 2012).
- Contamin J.-G., Saada E., Spire A. et Weidenfeld K., Le Recours à la justice administrative. Pratiques des usagers et usages des institutions, Paris, La Documentation Française, coll. 'Perspectives de la Justice', 2009.
- Lefebvre R. et Roger A. (dir.), Les partis politiques à l’épreuve des procédures délibératives, Rennes, Presses universitaires de Rennes, 2009.
- Villalba B. (dir.), Appropriations du développement durable. Émergences, Diffusions, traductions, Villeneuve d’Ascq, Presses universitaires de Septentrion, coll. sciences politiques, 2009.

Parutions en 2010
- Boussaguet L., Jacquot S. et Ravinet P. (dir.), Dictionnaire des politiques publiques, Paris, Presses de Sciences Po, 2010.
- Contamin J.-G. (en collaboration avec D. Alcaud, L.Bouvet, X.Crettiez et all.), Dictionnaire des sciences politiques, Paris, Dalloz (2e édition complétée et actualisée, 2010.
- Courty G., Devin G., La Construction européenne, Paris, La Découverte, Coll. Repères, 2010 4e édition.
- Guerard S. (dir.), La liberté de conscience : regards croisés, Paris, L’Harmattan, 2010.
- (en) Guiraudon V. et Favell Adrian (dir.), The Sociology of European Union, Basingstoke, Palgrave, 2010.
- Guiraudon V. et Borraz O. (dir.), Les politiques publiques. 2/ Des politiques pour changer la société, Paris, Presses de Science Po, 2010.
- Lindemann T., Sauver la face, sauver la paix. Sociologie constructiviste des crises internationales, Paris, L’Harmattan, 2010.
- Lindemann T., La guerre, Paris, Armand Colin, 2010.
- (en) Leconte, C., Understanding Euroscepticism, London and New York: Palgrave Macmillan, 2010.
- Lefebvre R. Leçons d’introduction à la science politique, Paris, Ellipses, 2010 (réed. 2013).
- Moritz M., Les communes et la publicité commerciale extérieure. Pour une valorisation environnementale et économique de l’espace public, Paris, LGDJ, 2010.
- Spire A., Delalande N., Histoire sociale de l’impôt, Paris, La Découverte, 2010.

Parutions en 2011
- Bachelet F., Les politiques sociales et leurs institutions, Paris, L’Harmattan, 2011.
- Dequirez G., Malavan D. et Meyer E. (dir.), Les communautés tamoules et le conflit sri lankais, Paris, L'Harmattan, 2011.
- Delmas C., Sociologie politique de l’expertise, Paris, La Découverte, 2011.
- Desage F. et Gueranger D., La politique confisquée. Sociologie des réformes et des institutions intercommunales, Bellecombes-en-Bauges, Editions du Croquant, collection Savoir/agir, 2011.
- (en) Dolez B., Laurent A. et Grofman B. (dir.), In Situ and Laboratory Experiments on Electoral Law Reform: French Presidential Elections, Heidelberg, Springer, 2011.
- Kaciaf N., Legavre J.-B. (dir.), Communication interne et changement, Paris, Pepper / L’Harmattan, 2011.
- Lavenue J.-J. et Villalba B. (dir.), Vidéo-surveillance et détection automatique des comportements anormaux. Enjeux techniques et politiques, Villeneuve d’Ascq, Editions du Septentrion, 2011.
- Lefebvre R., Les primaires socialistes, la fin du parti militant, Paris, Raisons d’agir, 2011.
- Lefevre S., ONG & Cie: mobiliser les gens, mobiliser l'argent, Paris, Presses universitaires de France, 2011.
- (en) Lindemann T., Causes of War. The Struggle for Recognition, Colchester, ECPR Press, 2011.
- Matuszewicz R. (dir.), Regards croisés sur les sécurités dans les relations Euro-méditerranéennes, Paris, L’Harmattan, 2011.
- (en) Talpin J., Schools of Democracy. How Ordinary Citizens (sometimes) Become Competent in Participatory Budgeting Institutions, Colchester, ECPR Press, 2011.
- Talpin J., Sintomer Y. (dir.), La démocratie participative au-delà de la proximité. Le Poitou-Charentes et l’échelle régionale, Rennes : Presses Universitaires de Rennes, 2011.

Parutions en 2012
- Bazenguissa-Ganga R. et Makki S. (dir.), Sociétés en guerres. Ethnographies des mobilisations violentes, Paris, éd. de la Maison des Sciences de l’Homme, 2012.
- Dallaserra J., Douillet A.-C, Germain S., Heilmann E. et Melchior P., Vidéosurveillance ou vidéoprotection ?, Paris, Le Muscadier, 2012.
- DouilleT A.-C., Faure A., Harlpern C., Leresche J.-P. (dir.), L'action publique locale dans tous ses états. Différenciation et standardisation, Paris, L’Harmattan, 2012.
- Hastings M., Nicolas L. et Passard C. (dir.), Paradoxes de la transgression, Paris, Éditions du Cnrs, 2012.
- (en) Lindemann T. et Ringmar E. (dir.), The Struggle for Recognition in International Relations, Yale, Paradigm Publisher, Yale Series, 2012.
- Schotté M., La construction du "talent". Sociologie de la domination des coureurs marocains, Paris, Raisons d'agir, 2012.
- Spire A., Faibles et puissants face à l’impôt, Paris, Raisons d’agir, 2012.

Parutions en 2013
- Benchendikh F., Droit de la coopération intercommunale, Paris, Le Moniteur, 2013.
- Bruno I., Didier E., Benchmarking. L’État sous pression statistique, Paris, La Découverte, 2013.
- (en) Dubois. V., Meon. J.-M. et Pierru E., The Sociology of Brass and Wind Bands: An Amateur Music Between Cultural Domination And Autonomy, Ashgate Publishing Company, 2013.
- Kaciaf N., Les Pages « Politique ». Histoire du journalisme politique dans la presse française (1945-2006), Rennes, PUR, 2013.
- Derville G., Le pouvoir des médias, Grenoble, Presses universitaires de Grenoble, 2e édition, 2013.

Parutions en 2014
- Bacque M.-H., Flamand A., Paquet-Deyris A.-M. et Talpin J. (dir.), The Wire. L'Amérique sur écoute, Paris, La Découverte, 2014.

## Membres ou anciens membres
- Olivier Beaud
- Jean-Michel Blanquer
- Loïc Blondiaux
- Michel Hastings
- Pierre Mathiot
- Olivier Nay
- Frédéric Sawicki
- Rémi Lefebvre